# Maria Holder-Eggerowa
Maria Holder-Eggerowa z domu Szretter (ur. 1875 w Krzemieńczuku, zm. 13 maja 1941 w Korytnicy) – polska polityczka i działaczka społeczna, posłanka na Sejm I kadencji w II RP z ramienia Związku Ludowo-Narodowego.

## Życiorys

### Pochodzenie
Urodziła się na Ukrainie. Jej ojcem był pochodzący z Górnego Śląska leśnik Teodor Szretter, a matką pochodząca z Małopolski Ludmiła z Bartkiewiczów. W wieku 17 lat Maria Szretterówna wyszła za mąż za inżyniera leśnego Teodora Holder-Eggera (1852–1929). W czerwcu 1902 wraz z mężem Teodorem stała się właścicielką dóbr ziemskich w Korytnicy w powiecie węgrowskim, nabytych od Tymoteusza Łuniewskiego.

### Działalność społeczna
W 1908 po nagłej śmierci jedynej córki Aleksandry zaangażowała się w działalność społeczną i filantropijną. Została przedstawicielką Stowarzyszenia Zjednoczonych Ziemianek. Przed 1914 należała do sekcji opiekuńczej i kulturalno-oświatowej Rady Opiekuńczej powiatu węgrowskiego. Jej staraniem powstało około 20 ochronek w Królestwie Polskim. 
W czasie I wojny światowej była prezesem powiatowego komitetu polsko-amerykańskiej pomocy dzieciom i prezesem komitetu Czerwonego Krzyża na powiat węgrowski. Prowadziła sekcję pomocy żołnierzom. Była przewodniczącą związkowego oddziału sokolic, wiceprzewodniczącą komitetu zwalczania handlu kobietami i dziećmi, członkiem komitetu głównego Czerwonego Krzyża i wiceprzewodniczącą Rady Narodowej Kobiet.

### Działalność polityczna
W 1922 została wystawiona przez Narodową Organizację Kobiet jako kandydat na posła. Wybrana z okręgu Siedlce do Sejmu I kadencji została członkiem klubu parlamentarnego ChZJN. Jako posłanka brała udział w pracach Komisji Opieki Społecznej, Komisji Oświatowej oraz Komisji Budżetowej. Zabierała głos w sprawie: budżetu Ministerstwa Pracy i Opieki Społecznej, przy projektach ustawy na temat handlu żywym towarem. Była referentką konwencji o zwalczaniu handlu kobietami oraz dziećmi, polepszeniu losu chorych oraz rannych żołnierzy. 
W okresie sprawowania mandatu parlamentarzysty rozwijała działalność odczytową poświęconą sprawom społecznym i samorządowym. Wydała w 1924 broszurkę Kobieta i samorząd. 5 marca 1928 kandydowała do Senatu z ramienia Związku Ludowo-Narodowego, lecz nie uzyskała mandatu. W tym samym roku została wybrana do zarządu głównego Stronnictwa Narodowego.
Po roku 1927 nadal zajmowała się działalnością społeczną. Zaangażowała się w działalność Akcji Katolickiej. Po śmierci męża w roku 1929 przejęła po nim zarząd majątkiem ziemskim w Korytnicy. W latach 30. XX wieku rozparcelowała znaczną część swoich dóbr. Po wybuchu drugiej wojny światowej nadal pozostała w Korytnicy.